# Кашапов, Александр Владимирович
Александр Владимирович Кашапов (10 июня 1967) — российский спортсмен в водно-моторном спорте, один из трёх членов команды "Dixika" в классе Endurance Pneumatics Class 3 (водно-моторные гоночные серии). Чемпион мира 2012 г.

## Команда
Команда "Dixika" основана в 2010 году, состоит из Александра Кашапова, Владимира Остроухова и Евгения Виноградова. В состав команды также входили  Олег Гребенщиков и Андрей Потапов.

## Спортивные достижения
- Чемпионат Европы 2014 по водно-моторному спорту в классах Endurance Pneumatics Сlass 1/2/3/4 - 2 место.[1]
- Чемпионат Европы 2013 по водно-моторному спорту в классах Endurance Pneumatics Сlass 1/2/3/4 - 2 место.
- Чемпионат мира 2012 по водно-моторному спорту в классах Endurance Pneumatics Сlass 1/2/3/4, Рига - 1 место. [2]
- Чемпионат мира 2011 по водно-моторному спорту в классах Endurance Pneumatics Сlass 1/2/3/4/5 "24 часа Санкт-Петербурга" - 3 место.[3]
- Чемпионат Европы 2011 по водно-моторному спорту в классах Endurance Pneumatics Сlass 1/2/3/4, Минск - 3 место.
- Гонки на скоростных судах, 2011, Тверская область - 1 место.
- Кубок Федерации водно-моторного спорта России, 2010 - 1 место.
- Чемпионат мира 2010 по водно-моторному спорту в классах Endurance Pneumatics Сlass 1/2/3/4 "6 часов Крокус-сити" - 1 место.

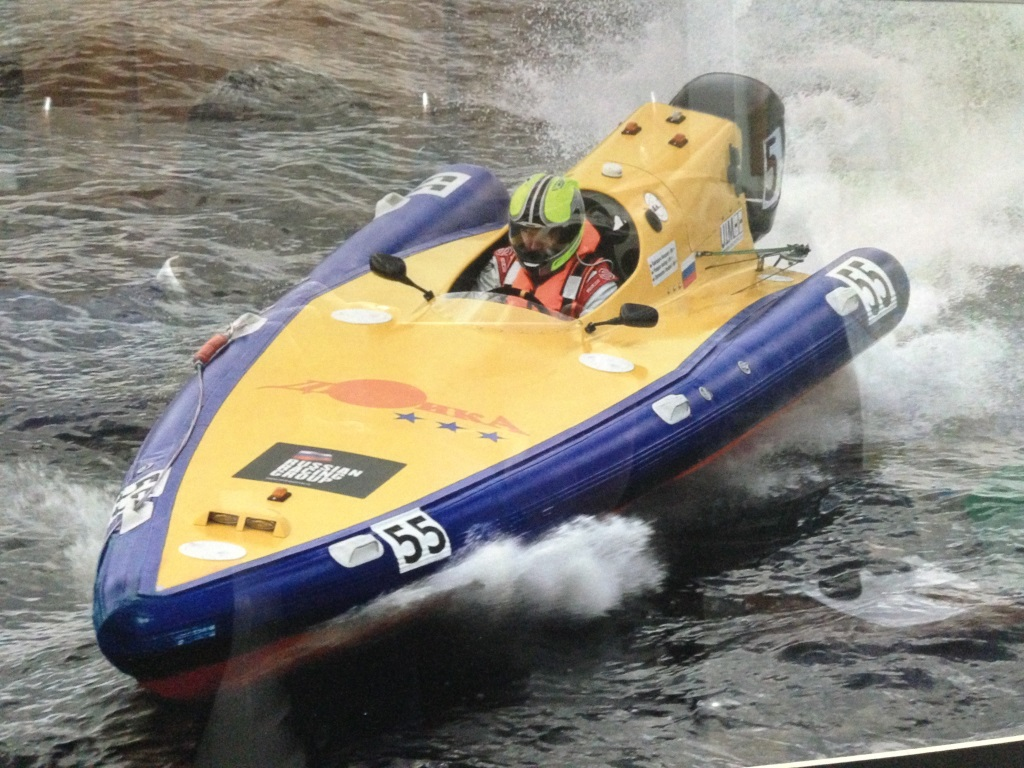
Александр Кашапов (2013)

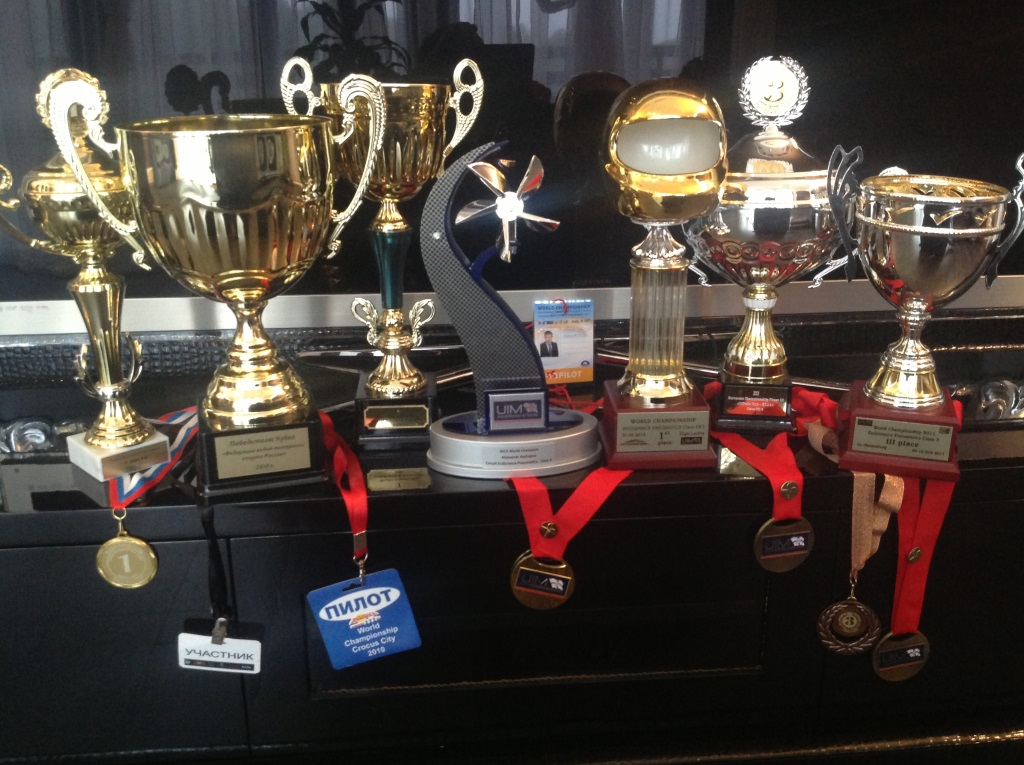
Награды

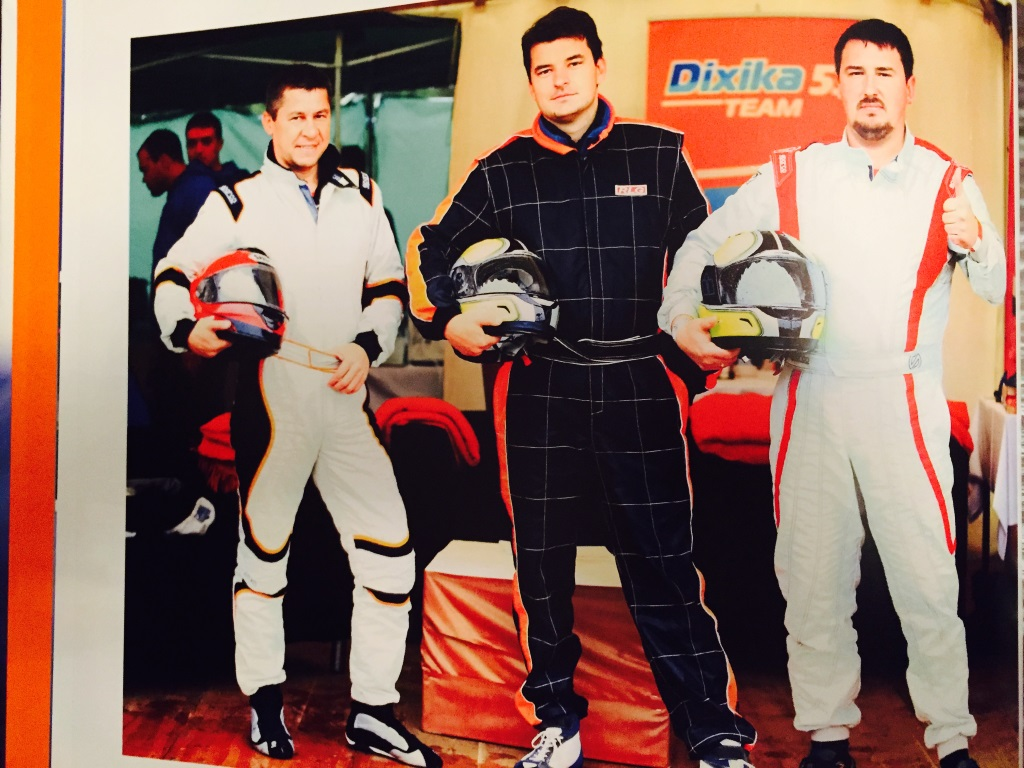
Команда "Dixika"